# Lista planetelor minore: 239001–240000
Aceasta este lista planetelor minore cu numerele 239001–240000.

## 239001–239100
| Denumire      | Denumire provizorie | Data descoperirii | Locul descoperirii | Descoperitor(i)     |
| ------------- | ------------------- | ----------------- | ------------------ | ------------------- |
| 239001 -      | 2006 CG49           | 3 februarie 2006  | Socorro            | LINEAR              |
| 239002 -      | 2006 CL50           | 3 februarie 2006  | Mount Lemmon       | Mount Lemmon Survey |
| 239005 -      | 2006 DY5            | 20 februarie 2006 | Catalina           | CSS                 |
| 239008 -      | 2006 DW21           | 20 februarie 2006 | Kitt Peak          | Spacewatch          |
| 239043 -      | 2006 DH198          | 26 februarie 2006 | Anderson Mesa      | LONEOS              |
| 239046 -      | 2006 DQ212          | 25 februarie 2006 | USNO Flagstaff     | USNO Flagstaff      |
| 239071 Penghu | 2006 GF             | 1 aprilie 2006    | Lulin Observatory  | H.-C. Lin, Q.-z. Ye |
| 239081 -      | 2006 GM49           | 6 aprilie 2006    | Siding Spring      | SSS                 |

## 239101–239200
| Denumire       | Denumire provizorie | Data descoperirii | Locul descoperirii   | Descoperitor(i)      |
| -------------- | ------------------- | ----------------- | -------------------- | -------------------- |
| 239105 -       | 2006 HP57           | 28 aprilie 2006   | Vallemare di Borbona | V. S. Casulli        |
| 239106 -       | 2006 HA58           | 29 aprilie 2006   | Marly                | P. Kocher            |
| 239126 -       | 2006 HY146          | 27 aprilie 2006   | Cerro Tololo         | M. W. Buie           |
| 239130 -       | 2006 JE6            | 2 mai 2006        | Nyukasa              | Nyukasa              |
| 239195 -       | 2006 LN             | 1 iunie 2006      | Reedy Creek          | J. Broughton         |
| 239197 -       | 2006 MS1            | 18 iunie 2006     | Palomar              | NEAT                 |
| 239200 Luoyang | 2006 MD13           | 23 iunie 2006     | Lulin Observatory    | Q.-z. Ye, T.-C. Yang |

## 239201–239300
| Denumire | Denumire provizorie | Data descoperirii  | Locul descoperirii | Descoperitor(i)       |
| -------- | ------------------- | ------------------ | ------------------ | --------------------- |
| 239202 - | 2006 OX             | 19 iulie 2006      | Bergisch Gladbach  | W. Bickel             |
| 239203 - | 2006 OK14           | 27 iulie 2006      | Zvezdno Obshtestvo | F. Fratev             |
| 239204 - | 2006 ON16           | 19 iulie 2006      | Lulin Observatory  | LUSS                  |
| 239211 - | 2006 QY23           | 22 august 2006     | Hibiscus           | S. F. Hönig           |
| 239242 - | 2006 SZ380          | 27 septembrie 2006 | Apache Point       | A. C. Becker          |
| 239274 - | 2007 KW1            | 18 mai 2007        | Tiki               | S. F. Hönig, N. Teamo |
| 239278 - | 2007 OP             | 17 iulie 2007      | Eskridge           | G. Hug                |
| 239286 - | 2007 PF11           | 13 august 2007     | Pla D'Arguines     | R. Ferrando           |

## 239301–239400
| Denumire           | Denumire provizorie | Data descoperirii  | Locul descoperirii | Descoperitor(i)        |
| ------------------ | ------------------- | ------------------ | ------------------ | ---------------------- |
| 239302 -           | 2007 PO40           | 15 august 2007     | La Sagra           | OAM                    |
| 239307 Kruchynenko | 2007 QS3            | 24 august 2007     | Andrushivka        | Andrushivka            |
| 239308 -           | 2007 QU5            | 20 august 2007     | Purple Mountain    | PMO NEO Survey Program |
| 239313 -           | 2007 RM16           | 13 septembrie 2007 | Wrightwood         | J. W. Young            |
| 239380 -           | 2007 SQ             | 18 septembrie 2007 | Mayhill            | A. Lowe                |
| 239381 -           | 2007 SM1            | 18 septembrie 2007 | Goodricke-Pigott   | R. A. Tucker           |
| 239382 -           | 2007 SM6            | 22 septembrie 2007 | Altschwendt        | W. Ries                |
| 239383 -           | 2007 SC11           | 22 septembrie 2007 | Črni Vrh           | Črni Vrh               |
| 239395 -           | 2007 TJ23           | 9 octombrie 2007   | Dauban             | Chante-Perdrix         |

## 239401–239500
| Denumire | Denumire provizorie | Data descoperirii | Locul descoperirii | Descoperitor(i) |
| -------- | ------------------- | ----------------- | ------------------ | --------------- |
| 239493 - | 2007 VO34           | 3 noiembrie 2007  | 7300 Observatory   | W. K. Y. Yeung  |

## 239501–239600
| Denumire           | Denumire provizorie | Data descoperirii  | Locul descoperirii | Descoperitor(i)       |
| ------------------ | ------------------- | ------------------ | ------------------ | --------------------- |
| 239505 -           | 2007 VR189          | 12 noiembrie 2007  | Magdalena Ridge    | W. H. Ryan            |
| 239521 -           | 2008 HX3            | 26 aprilie 2008    | Dauban             | F. Kugel              |
| 239541 -           | 2008 SW81           | 25 septembrie 2008 | Sierra Stars       | F. Tozzi              |
| 239593 Tianwenbang | 2008 UD55           | 20 octombrie 2008  | Lulin Observatory  | H. Y. Hsiao, Q.-z. Ye |

## 239601–239700
| Denumire          | Denumire provizorie | Data descoperirii | Locul descoperirii | Descoperitor(i)       |
| ----------------- | ------------------- | ----------------- | ------------------ | --------------------- |
| 239611 Likwohting | 2008 UC212          | 23 octombrie 2008 | Lulin Observatory  | H. Y. Hsiao, Q.-z. Ye |
| 239645 -          | 2008 WQ58           | 20 noiembrie 2008 | Weihai             | Shandong              |
| 239664 -          | 2008 XE             | 1 decembrie 2008  | Tzec Maun          | L. Elenin             |
| 239672 -          | 2008 YS1            | 21 decembrie 2008 | Calar Alto         | F. Hormuth            |
| 239675 Mottez     | 2008 YW24           | 26 decembrie 2008 | Saint-Sulpice      | B. Christophe         |

## 239701–239800
| Denumire             | Denumire provizorie | Data descoperirii  | Locul descoperirii | Descoperitor(i)                                        |
| -------------------- | ------------------- | ------------------ | ------------------ | ------------------------------------------------------ |
| 239716 -             | 2009 BF12           | 25 ianuarie 2009   | Gaisberg           | R. Gierlinger                                          |
| 239792 Hankakováčová | 2010 EM34           | 9 martie 2010      | LightBuckets       | T. Vorobjov                                            |
| 239794 -             | 6715 P-L            | 24 septembrie 1960 | Palomar            | C. J. van Houten, I. van Houten-Groeneveld, T. Gehrels |
| 239798 -             | 1981 EZ31           | 6 martie 1981      | Siding Spring      | S. J. Bus                                              |
| 239799 -             | 1993 OU9            | 20 iulie 1993      | La Silla           | E. W. Elst                                             |

## 239801–239900
| Denumire         | Denumire provizorie | Data descoperirii | Locul descoperirii  | Descoperitor(i) |
| ---------------- | ------------------- | ----------------- | ------------------- | --------------- |
| 239807 -         | 1996 PG             | 7 august 1996     | Prescott            | P. G. Comba     |
| 239808 -         | 1996 TK9            | 12 octombrie 1996 | Kleť                | Kleť            |
| 239809 -         | 1997 AY12           | 10 ianuarie 1997  | Oizumi              | T. Kobayashi    |
| 239810 -         | 1997 EC26           | 11 martie 1997    | Cloudcroft          | W. Offutt       |
| 239812 -         | 1997 PP             | 1 august 1997     | Haleakala           | NEAT            |
| 239836 -         | 1999 FY83           | 20 martie 1999    | Apache Point        | SDSS            |
| 239880 -         | 2000 QM35           | 28 august 2000    | Višnjan Observatory | K. Korlević     |
| 239890 Edudeldon | 2000 RX11           | 1 septembrie 2000 | Saltsjöbaden        | A. Brandeker    |

## 239901–240000
| Denumire | Denumire provizorie | Data descoperirii  | Locul descoperirii | Descoperitor(i)             |
| -------- | ------------------- | ------------------ | ------------------ | --------------------------- |
| 239963 - | 2001 MX1            | 18 iunie 2001      | Wise               | Wise                        |
| 239965 - | 2001 NC6            | 14 iulie 2001      | Emerald Lane       | L. Ball                     |
| 239975 - | 2001 QS269          | 19 august 2001     | Kvistaberg         | Uppsala-DLR Asteroid Survey |
| 239976 - | 2001 QU293          | 22 august 2001     | Kiso               | Y. Ohba                     |
| 240000   | 2001 SY244          | 19 septembrie 2001 | Socorro            | LINEAR                      |